# Flaga Korei Południowej
Flaga Korei Południowej – jeden z symboli Republiki Korei.
Flaga składa się z czerwono-niebieskiego symbolu taijitu, a wokół niego cztery trygramy, których symbolika została zaczerpnięta z filozofii chińskiej.
Flagę ustanowiono po raz pierwszy w 1882. Przyjęto ją oficjalnie 12 lipca 1948, a ostatnie zmiany wprowadzono 30 maja 2011.

## Wygląd i symbolika
Biel jest narodową barwą Koreańczyków, która jest symbolem czystości, ducha pokoju i sprawiedliwości. W centrum flagi znajduje się taijitu, symbol ostatecznej jedności (kor. taeguk), i od niego pochodzi nazwa flagi – Taegukgi (kor. 태극기). Niebieska, czerwona i biała barwa są symbolem czujności, wytrwałości i niewinności, a wokół symbolu umieszczono cztery z ośmiu trygramów: |||, |¦|, ¦|¦, i ¦¦¦, które symbolizują cztery żywioły: niebo, ogień, wodę, ziemię.

### Znaczenie trygramów

Geometria flagi

| 卦名 Trygram | 卦名 Nazwa | 自然 Natura | 性情 Osobowość | 家族 Rodzina       | 方位 Kierunek | 意義 Znaczenie                                    |
| ------------ | ---------- | ----------- | -------------- | ------------------ | ------------- | ------------------------------------------------- |
|              | 乾 Qian    | 天 Niebo    | 健             | 父 Ojciec          | 西北 NW       | Aktywna energia, niebo.                           |
|              | 離 Li      | 火 Ogień    | 麗             | 中女 Średnia córka | 南 S          | Szybki ruch, blask, słońce.                       |
|              | 坎 Kan     | 水 Woda     | 陥             | 中男 Średni syn    | 北 N          | Niebezpieczeństwo, rwąca rzeka, otchłań, księżyc. |
|              | 坤 Kun     | 地 Ziemia   | 順             | 母 Matka           | 西南 SW       | Energia pasywna, płodna.                          |

## Galeria

Flaga Cesarstwa Koreańskiego w latach 1882–1910
Flaga Komitetu Ludowego Korei Północnej w latach 1946–1947
Flaga Korei Południowej w latach 1945–1948
Flaga Korei Południowej w latach 1948–1949
Flaga Korei Południowej w latach 1949–1984
Flaga Korei Południowej w latach 1984–1997
Flaga Korei Południowej w latach 1997–2011